# Obština Radnevo
Obština Radnevo (bulharsky Община Раднево) je bulharská jednotka územní samosprávy ve Starozagorské oblasti. Leží ve středním Bulharsku v Hotnothrácké nížině. Sídlem obštiny je město Radnevo, kromě něj zahrnuje obština 22 vesnice. Žije zde necelých 17 tisíc stálých obyvatel.

## Sídla
| - Bălgarene - Beli Brjag - Bozduganovo - Daskal-Atanasovo - Diňa - Gledačevo - Kolarovo - Konstantinovec | - Kovač - Kovačevo - Ljubenovo - Maca - Polski Gradec - Radnevo (sídlo správy) - Risimanovo - Sărnevo | - Svoboden - Tichomirovo - Topoljane - Trănkovo - Trojanovo - Zemlen - Znamenosec |

## Sousední obštiny
| Růžice kompasu | Stara Zagora    |          | Nova Zagora | Růžice kompasu |
| Růžice kompasu |                 | Sever    | Tundža      | Růžice kompasu |
| Růžice kompasu | Obština Radnevo |          | Tundža      | Růžice kompasu |
| Růžice kompasu | Jih             |          | Tundža      | Růžice kompasu |
| Růžice kompasu | Opan            | Gălăbovo | Topolovgrad | Růžice kompasu |

## Obyvatelstvo
V obštině žije 16 819 stálých obyvatel a včetně přechodně hlášených obyvatel 20 411. Podle sčítáni 1. února 2011 bylo národnostní složení následující:
- Bulhaři: 17 430 (92.0 %)
- Romové: 1 202 (6.3 %)
- Turci: 199 (1.1 %)
- ostatní: 116 (0.6 %)